# 추론주의
추론주의(inferentialism) 또는 추론적 역할 의미론(Inferential role semantics)은 다른 표현과의 관계로, 일반적으로 다른 표현과의 추론적 관계로, 표현의 의미를 식별하는 의미 이론에 대한 접근 방법이다. 로버트 브랜덤, 길버트 하먼(Gilbert Harman) 등의 주창자이다. 추론주의는 루트비히 비트겐슈타인의 후기 저작에서 유래하였다.
제리 포더(Jerry Fodor)는 "추론적 역할 의미론"이란 용어를 이것이 의미 이론에 대한 전체론적 접근이라고 비판하기 위하여 제안하였다.